# Morgan Geekie
Morgan Geekie (* 20. července 1998 Strathclair, Manitoba) je profesionální kanadský hokejový centr momentálně hrající v týmu Boston Bruins v severoamerické lize NHL. V roce 2017 ho ve 3. kole jako 67. celkově draftoval tým Carolina Hurricanes.

## Statistiky

### Klubové
| Sezóna      | Klub                | Soutěž      |     | Základní část | Základní část | Základní část | Základní část | Základní část |    | Play off | Play off | Play off | Play off | Play off |
| Sezóna      | Klub                | Soutěž      | Z   | G             | A             | B             | TM            | Z             | G  | A        | B        | TM       |          |          |
| 2013–14     | Tri-City Americans  | WHL         | 1   | 1             | 0             | 1             | 0             | —             | —  | —        | —        | —        |          |          |
| 2014–15     | Yellowhead Chiefs   | MMHL        | 44  | 27            | 36            | 63            | 38            | —             | —  | —        | —        | —        |          |          |
| 2014–15     | Neepawa Natives     | MJHL        | 2   | 1             | 1             | 2             | 0             | —             | —  | —        | —        | —        |          |          |
| 2014–15     | Tri-City Americans  | WHL         | 9   | 0             | 2             | 2             | 0             | 2             | 0  | 0        | 0        | 0        |          |          |
| 2015–16     | Tri-City Americans  | WHL         | 66  | 12            | 13            | 25            | 10            | —             | —  | —        | —        | —        |          |          |
| 2016–17     | Tri-City Americans  | WHL         | 72  | 35            | 55            | 90            | 40            | 4             | 1  | 0        | 1        | 4        |          |          |
| 2017–18     | Tri-City Americans  | WHL         | 68  | 30            | 54            | 84            | 32            | 14            | 17 | 10       | 27       | 4        |          |          |
| 2018–19     | Charlotte Checkers  | AHL         | 73  | 19            | 27            | 46            | 22            | 19            | 8  | 10       | 18       | 6        |          |          |
| 2019–20     | Charlotte Checkers  | AHL         | 55  | 22            | 20            | 42            | 54            | —             | —  | —        | —        | —        |          |          |
| 2019–20     | Carolina Hurricanes | NHL         | 2   | 3             | 1             | 4             | 2             | 8             | 0  | 1        | 1        | 0        |          |          |
| 2020–21     | Carolina Hurricanes | NHL         | 36  | 3             | 6             | 9             | 10            | 3             | 0  | 0        | 0        | 0        |          |          |
| 2020–21     | Chicago Wolves      | AHL         | 2   | 4             | 1             | 5             | 2             | —             | —  | —        | —        | —        |          |          |
| 2021–22     | Seattle Kraken      | NHL         | 73  | 7             | 15            | 22            | 18            | —             | —  | —        | —        | —        |          |          |
| 2022–23     | Seattle Kraken      | NHL         | 69  | 9             | 19            | 28            | 24            | 13            | 2  | 2        | 4        | 12       |          |          |
| 2023–24     | Boston Bruins       | NHL         | 76  | 17            | 22            | 39            | 28            | 13            | 4  | 1        | 5        | 6        |          |          |
| 2024–25     | Boston Bruins       | NHL         | 77  | 33            | 24            | 57            | 22            | —             | —  | —        | —        | —        |          |          |
| NHL celkově | NHL celkově         | NHL celkově | 333 | 72            | 87            | 159           | 104           | 37            | 6  | 4        | 10       | 18       |          |          |

### Reprezentační
| Rok     | Tým     | Soutěž  | Z  | G | A | B | TM |
| ------- | ------- | ------- | -- | - | - | - | -- |
| 2022    | Kanada  | MS      | 10 | 1 | 1 | 2 | 2  |
| Celkově | Celkově | Celkově | 10 | 1 | 1 | 2 | 2  |